# آلهة بوذية
الآلهة البوذية تشتمل على طائفة واسعة من الكيانات الإلهية المبجلة في مختلف الأطر الشعائرية والشعبية. تضمنت في البدء العديد من الشخصيات الهندية مثل الديفات الفيديين والياكشات، لكنها شملت لاحقًا أرواحًا آسيوية وآلهة محلية أخرى. تتراوح من البوذات المتنورين إلى الأرواح الإقليمية التي تبناها البوذيون أو اتبعوها على هوامش الديانة. بصورة ملحوظة، تفتقر البوذية إلى إله خالق أعلى مع ذلك.
ضم البوذيون أيضًا في وقت لاحق جوانب من بلدان مثل الصين واليابان إلى مَجامَع الآلهة خاصتهم. وهكذا ضمت جوانب مأخوذة من ميثولوجيات أخرى تخص هذه البلدان. على سبيل المثال، يعتبر الكثير من البوذيين اليابانيين سارسواتي، وهي ديفا من غاندارا، والكامي بوداسفات يابانية محلية.

## البوذات
البوذا هو كائن مطلق اليقظة، ومدرك الحقائق النبيلة الأربعة تمامًا. في طريقة تيرافادا، رغم وجود قائمة بالبوذا السابقين المعترف بهم، لكن البوذا التاريخي ساكياموني هو البوذا الوحيد لعصرنا الحالي ولا يُرى عمومًا على أنه متوفر أو موجود في مستوًى أعلى ما من الوجود. مع ذلك، يبجل بوذيو ماهايانا عدة بوذات، من بينهم مايتريا وأميتابها، اللذان يُعتبران كائنين ذوي حكمة وقوة عظيمتين يتصدران الأراضي النقية التي يمكن للمرء الرحيل إليها بعد الموت.
في البوذية التنترية (فاجرايانا)، هناك خمسة بوذات أساسيين: فايروكانا، وأكسوبهيا، وراتناسامبهافا، وأميتابها، وأموغهاسيدهي. كل منهم مقترن بزوجة، واتجاه، وتركيبة (أو، جانب من الشخصية)، وشعور، وعنصر، ولون، ورمز، ومطية مختلفة عن غيره. يتضمن البوذات الآخرين إلى جانب هؤلاء الخمسية بهايساجياغورو (بوذا الطب) ونيغيشفارا راجا (ملك الناغات).
هناك أيضًا فكرة الآدي – بوذا، أي «أول بوذا» بلغ المرتبة. يسمى على نحو متفاوت فاجرادهارا، وسامانتابهادرا، وفايروكانا، البوذا الأول مقترن أيضًا بمفهوم دارماكايا (جسد الحقيقة).
تتضمن التنترا البوذية عدة بوذات إناث أيضًا، مثل تارا، أكثر البوذات الإناث شهرة في البوذية التبتية، التي تتجلى في العديد من الهيئات والألوان. من شخصيات البوذا الأنثوية الأخرى فاجرايوغيني، ونايراتميا، وكوروكولا.
تُعتبر بعض الشخصيات التاريخية بوذات أيضًا، مثل الفيلسوف البوذي ناغاراجونا وشخصية بادماسامبهافا.

## البوداسف

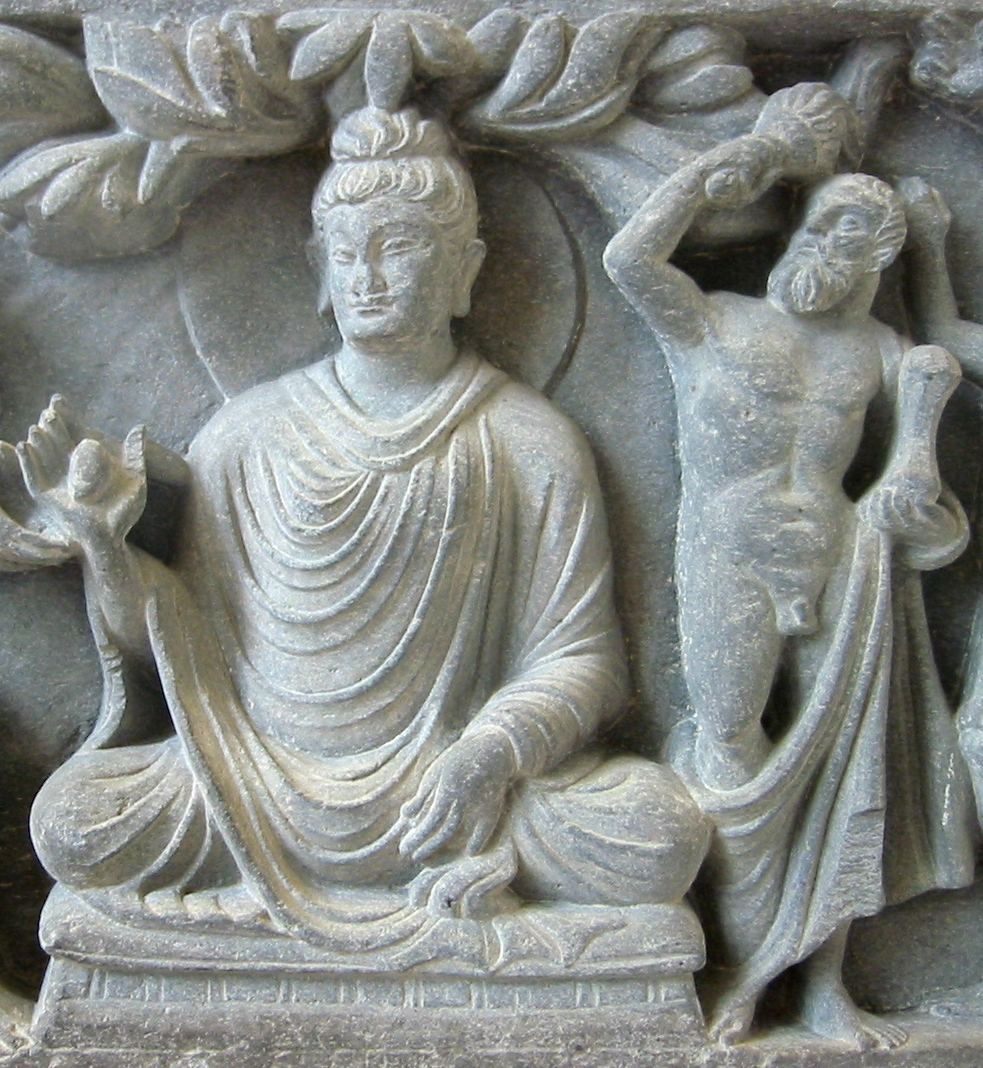
تمثال بوذا مع الحامي فاجراباني على الطراز اليوناني يشبه هيراكليس أو زيوس، القرن الثاني.

في بوذية ماهايانا، البوداسف هو أي كائن استثار بودهيسيتا (عقل اليقظة) وهو بالتالي يسير على طريق بوذا مكتمل. يُبجَل البوداسفات الذين يُعتبرون أقوياء ومتقدمون جدًا في البوذية الماهايانية والفاجرايانية. أكثر البوداسفات شهرة في بوذية ماهايانا هو أفالوكيتيشفارا المعروف أيضًا باسم غوانيين (باليابانية: كانون) في شرق آسيا، ويُعرف بأنه بوداسف العطف.
في بوذية تيرافادا، يستخدم مصطلح بودهيساتا بصورة أساسية للإشارة إلى ساكياموني بوذا قبل يقظته. يشيع الاعتقاد أيضًا بأن البوذا القادم، ميتريا (بالبالية: ميتيا) ساكن جنة تافاتيسما حاليًا، وهذه الشخصية واحدة من البوداسفات القلائل الذين يشغلون مكانة رفيعة في تيرافادا.
براجناباراميتا واحدة من أقدم البوداسفات الإناث، وهي تشخيص الكمال (باراميتا) أو الحكمة (باراجنا). من بين البوداسفات النساء الأخريات نرى فاسودهارا وكوندي.
في البوذية التبتية، يُعرف البوداسفات الأساسيون باسم «البوداسفات الثمانية»: كسيتيغاربها، وفاجراباني، وأسكاساغاربها، وأفالوكيتيسفارا، وميتريا، ونيفارانافيسكامبهين، وسامانتابهادرا ومانجوشري.
في البوذية اليابانية، يتضمن البوداسفات الأساسيون: ميروكو، وكانون، وكونوغو – هاراميتسو، وفوجين، ومونجو، وجيزو.
من البوداسفات الآخرين كاندرابرابها، وسوريابرابها، وماهاشتامابرابتا، وفاجراساتفا.
يعتبر أتباع البوذية التبتية التولكو المبعوثين ثانية مثل الدالاي لامات والكارمابات انبعاثات للبوداسفات.